# Luigi Freddi
Luigi Freddi (* 1895 in Mailand; † 1977 in Sabaudia) war ein italienischer Journalist, faschistischer Funktionär und Futurist.

## Leben
Luigi Freddi lektorierte neben der Giovinezza die Zeitung der faschistischen Partei Fasci italiani all'estero und die Il Popolo d’Italia; Zudem leitete er 1933 die „Ausstellung zur faschistischen Revolution“. Als Student wirkte er in verschiedenen Corps.
Ab 1934 saß er dem Kontrollorgan der faschistischen Partei für das Kino, der „Generaldirektion für Kinematographie“, vor. Die Cinecittà-Studios, denen er vorsaß, und das Centro Sperimentale di Cinematografia wurden unter seiner Leitung gegründet.